# Narayanhiti-Palast

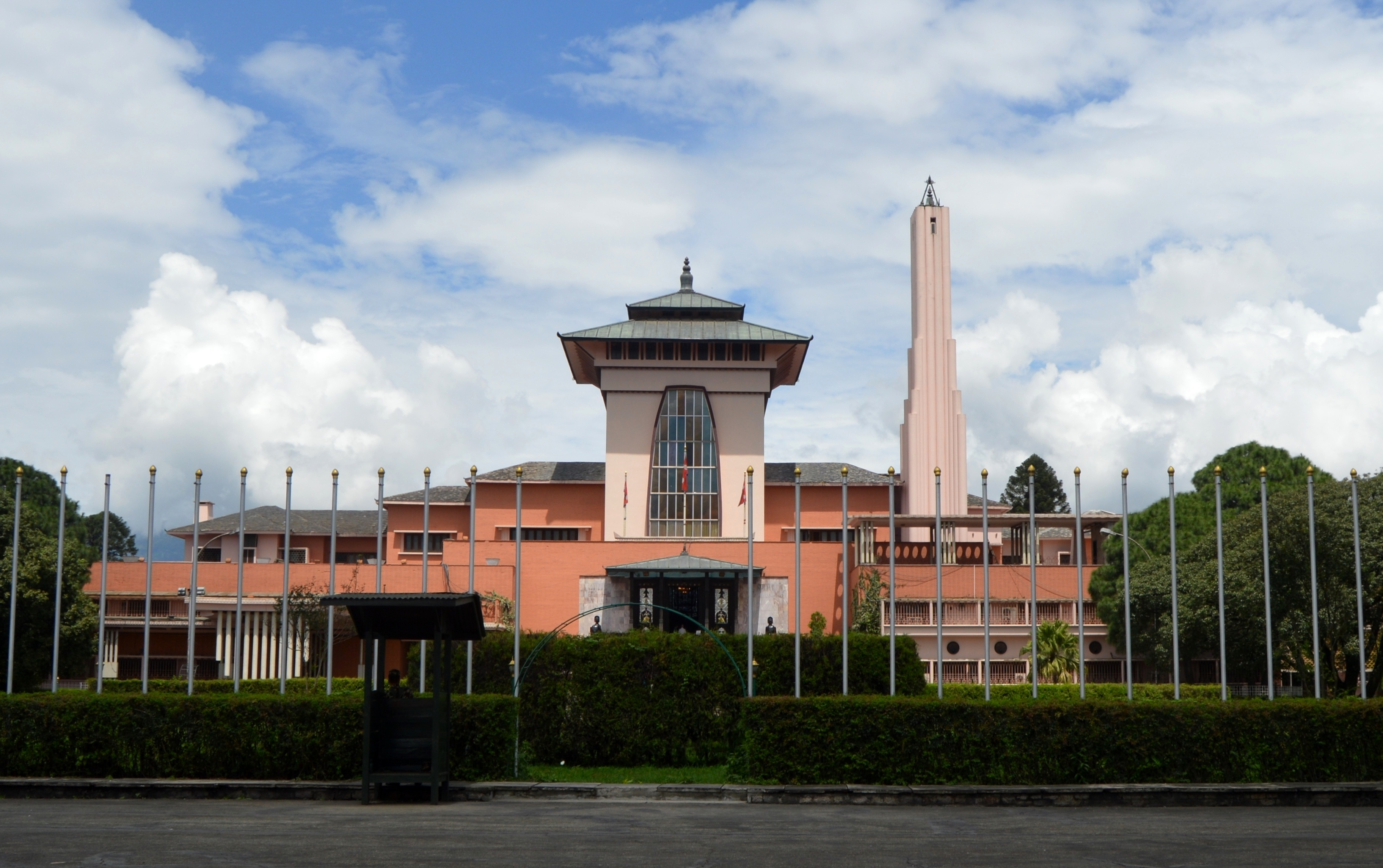
Blick auf den Narayanhiti-Palast

Das Narayanhiti Palace Museum ist ein öffentliches Museum in Kathmandu in Nepal, das sich östlich des Kaiser Mahal (ein alter Palast) und in der Nähe des Stadtteils Thamel befindet. Das Museum wurde 2008 aus dem Komplex des ehemaligen Narayanhiti-Palast (oder Narayanhiti Durbar) (Nepali: नारायणहिटी दरवार) nach der Revolution und Abschaffung der Monarchie 2006 geschaffen. Vor der Revolution war der Palast die Residenz und der Hauptarbeitsplatz des Monarchen des Königreichs Nepal und beherbergte Staatsgäste.
Der bestehende Palastkomplex wurde 1963 von König Mahendra erbaut und umfasst eine beeindruckende Reihe von Höfen, Gärten und Gebäuden. Der Palast steht auf einer Grundfläche von 3.794 m² und ist in drei Teile unterteilt, den Gästeflügel, den Staatsflügel und den Privatflügel. Der Narayanhiti-Palast hat 52 Zimmer, die Sadan genannt werden und nach den 75 Distrikten Nepals benannt sind. Das Innere des Palastes ist im spätviktorianischen Stil gehalten. Der Palast verfügt über eine Eingangshalle und einen Thronraum.

## Geschichte

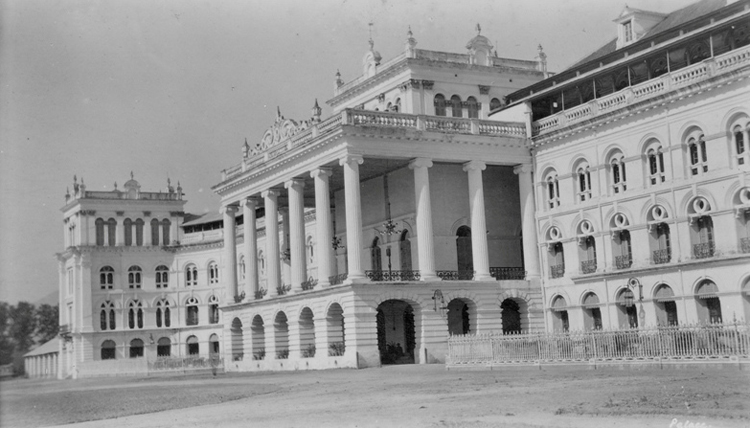
Alter Palast

### Frühe Residenzen
Der Besitz des Palastgeländes wechselte mehrfach, bevor es vom Königshaus in Besitz genommen wurde. Die Familie Shreepali Basnet bewohnte die Anlage während der frühen Shah-Periode. Nach dem Lokalpolitiker Dhokal Singh Basnyat ging der Besitz an den Premierminister Fateh Jung Shah über; auch sein Vater, Choutaria Pran Shah, lebte auf dem Grundstück. Fateh wurde bei einem Massaker am 19. September 1846 getötet und seine Familienmitglieder wurde getötet oder aus Kathmandu verbannt.
Das Anwesen und der Palast wurden von Oberst Ranodip Singh Kunwar, dem Bruder von Jung Bahadur Rana, übernommen, der nach kleineren Renovierungsarbeiten in die Residenz von Choutaria einzog. Nachdem Ranodip 1877 Premierminister wurde, wurde die Anlage renoviert und zu einem aufwendigen mehrflügeligen Palast ausgebaut. Ranodip wurde während des Staatsstreichs am 22. November 1885 im Südflügel des Palastes ermordet.

### Königliche Residenz
Bir Shumsher Jang Bahadur Rana folgte Ranodip als Premierminister und übernahm den Palast. 1886 ließ Bir Shumsher den alten Palast abreißen und einen neuen vom Architekten Jogbir Sthapit als Residenz für König Prithvi Bir Bikram Shah, seinen Schwiegersohn, errichten. Dadurch wurde die königliche Residenz nach Narayanhiti verlegt.
Der Palast wurde bei dem Erdbeben in Nepal und Bihar 1934 beschädigt, wobei zwei kleine Töchter von König Tribhuvan ums Leben kamen. Oberst Surya Jung Thapa, ein Ingenieur, überwachte die Reparaturen und Renovierungen, bei denen ein neuer Säulengang und eine große Treppe hinzugefügt wurden.
König Mahendra ordnete 1963 an, den Palast abzureißen und durch den heutigen zu ersetzen. Der neue Palast wurde von dem amerikanischen Architekten Benjamin Polk entworfen, der in Indien lebte. Es wurden nepalesische Architekturstile verwendet, um ein nationales Symbol zu schaffen. Die Bauarbeiten endeten 1969. Griha Pravesh (eine Einweihungsfeier) wurde am 27. Februar 1970 zur Hochzeit von Kronprinz Birendra durchgeführt.
Mahendra verkaufte den Palast 1972 an die Regierung von Nepal für 70 Millionen Nepalesische Rupien. Er behauptete, dass das Anwesen die Mitgift von Königin Divyeshwari, seiner Großmutter väterlicherseits, war.
Am 1. Juni 2001 ermordete der Kronprinz Dipendra mehrere Mitglieder der königlichen Familie im Palast, bevor er sich selbst erschoss. Unter den Getöteten waren König Birendra und Königin Aishwarya. Das Ereignis wurde als Massenmord im nepalesischen Königshaus bekannt.

### Umwandlung in ein Museum
Die nepalesische Monarchie wurde nach der Revolution 2006 abgeschafft. Der letzte König, Gyanendra, räumte Narayanhiti am 11. Juni 2008. Der ehemalige Palast wurde für das neue Narayanhiti Palace Museum genutzt.
Die königlichen Kronjuwelen wurden im Oktober 2018 ausgestellt.